# Mardi (roman)
Mardi (Mardi : And a Voyage Thither) est le troisième livre publié par l'écrivain américain Herman Melville. Il est paru pour la première fois en 1849. 
C'est la première œuvre de pure fiction d'Herman Melville, dans la mesure où ses précédents romans étaient largement autobiographiques, même s'ils faisaient appel à des personnages de fiction. Le livre — qui rappelle à cet égard ses œuvres précédentes Typee et Omoo — décrit les pérégrinations d'un marin, qui, après avoir quitté son baleinier, s'en va parcourir le Pacifique sud. À la différence de ses deux premiers romans, le caractère éminemment philosophique de Mardi a fait dire à certains qu'il était le premier ouvrage d'Herman Melville à montrer le véritable potentiel de l'auteur.

## Style
Le voyage d'île en île fait écho au Gargantua et au Pantagruel de Rabelais, tout particulièrement aux deux derniers livres. Si l'on se rapporte au chercheur Newton Arvin, « L'éloge de la nourriture et de la boisson est hautement rabelaisien dans l'intention, tout comme, de manière générale, la satire de la bigoterie, du dogmatisme et de la pédanterie ». Taji et ses amis qui errent sur l'île de Maramma, laquelle illustre la tyrannie ecclésiastique et le dogmatisme, sont pensés pour rappeler Pantagruel et ses compagnons errant parmi les habitants superstitieux de Papimanie ; et Doxodox, le pseudo-philosophe pédant de Melville est, à coup sûr pour le lecteur de Rabelais, un écho du style de maître Janotus de Bragmardo qui, dans le Livre I, pérore face à Gargantua à coups de plurisyllabiques.
Arvin reconnaît également l'influence des Voyages de Gulliver de Jonathan Swift, « il y a quelque chose de très swiftien dans l'Ohonou melvillien, l'île des Coquins, dont les habitants sont tous tordus et déformés, et dont le roi informe est horrifié à la vue des visages solides et normaux de ses visiteurs d'au-delà des mers ».

## Structure
Le centre affectif de l'œuvre, selon Arvin, est à trouver dans la relation qui unit Taji à Yillah, le « je » narratorial et la mystérieuse blonde qui disparaît aussi soudainement qu'elle est apparue. Taji commence alors une quête d'île en île pour la retrouver. Bien qu'Arvin trouve l'allégorie de Yillah « trop ténue et trop jolie pour être autre chose qu'une fausse couche artistique » au sens poétique, il la trouve également « extrêmement révélatrice » eu égard au canon melvillien. Yillah, associée au lys dans la métaphore florale qui court dans l'œuvre, est « la personnification d'un bonheur pur, innocent, essentiellement asexué », et Hautia, « symbolisée par le dahlia », incarne « la sexualité sensuelle, charnelle, attractive ». La portion centrale de l'œuvre est occupée par « une série d'excursions dans la satire politique et sociale, et par des spéculations d'ordre presque métaphysique » qui sont, dans le meilleur des cas « seulement liées de façon lâche et incertaine à la quête de Yillah ». Selon Arvin, le seul moyen de percevoir le tissu tenant le roman tout entier est de reconnaître « une certaine convergence parmi les nombreuses quêtes plus ou moins frustrées que celui-ci met en scène — celle d'une sécurité émotionnelle acquise un temps, celle d'une sociabilité juste et heureuse autrefois acquise de basse lutte, celle enfin d'une Vérité absolue et transcendante d'abord imaginée et dont l'existence reste à prouver ».

## Thèmes
Pour Arvin, Melville ne rejette pas dans Mardi « la profonde moralité de la démocratie », pas plus que « l'ensemble d'illusions et de superfluités » que les Américains sont venus à considérer comme faisant partie de l'idée de démocratie. Arvin discrimine trois illusions au sein de cet ensemble :
- « que la liberté politique et sociale soit un Souverain Bien bien qu'une enveloppe vide ;

- que l'égalité devrait être aussi bien une idée de l'esprit qu'un fait littéral ;
- que les maux physiques et moraux soient en recul rapide face à la marche du Progrès. »[1]

L'intrigue philosophique, à en croire Arvin, est fournie par l'interaction entre l'intense désir de certitude, et le doute relatif aux grandes questions fondamentales (« En outre, Babbalanja, vous autres mortels n'avez sur cette question aucune pensée définitive, et ne pouvez en avoir »). Et lorsqu'un des personnages va jusqu'à dire : « La foi est le lot de qui ne pense pas ; le doute, celui du penseur », Arvin considère que Melville lutte pour éviter la brutalité de ce que ce dernier appelle lui-même « scepticisme aveugle » (« indiscriminate skepticism ») et il se rapproche de l'expression de « sa pensée pure » dans le discours que Babbalanja prononce dans le noir : « Qu'il nous suffise de savoir qu'Oro est, indubitablement. Monseigneur, monseigneur ! Dégoûté de la folie des hommes et assailli de doutes, je ne vois parfois que deux choses à croire dans Mardi : que j'existe, moi, et que je puis être plus heureux, ou moins misérable, en pratiquant la justice ».

## Réception

### Réception contemporaine
Mardi fut un échec total. Un critique affirma que le livre contenait « des idées sous une brume si épaisse que l'on était incapable de les distinguer les unes des autres ». Néanmoins, Nathaniel Parker Willis apprécia l'œuvre comme « exquise ».
Nathaniel Hawthorne considéra Mardi comme un livre riche « avec des profondeurs ici et là qui obligent un homme à nager pour sa vie… si bon que l'on pardonne à peine à l'écrivain de ne pas l'avoir assez couvé, afin de le rendre meilleur encore ».
La déception générale des critiques blessa Melville, mais il choisit pourtant de prendre cette réception avec philosophie, et la mit sur le compte des souffrances grandissantes que l'auteur aux hautes ambitions littéraires doit essuyer. « Ces attaques sont un problème, bien sûr, et elles sont essentielles à la construction de toute réputation permanente, si jamais telle était la mienne… Mais le Temps, résolveur de toutes les énigmes, résoudra Mardi ».

### Histoire de la critique postérieure
Selon la description d'Arvin, « les pensées et sentiments qu'il tentait d'exprimer dans Mardi étaient trop disparates entre elles et souvent trop incongrues avec l'imagerie des mers du Sud pour se fondre en un tout satisfaisant sur le plan artistique. Dans la précipitation et l'excitation créative qui l'envahissait durant ces mois d'écriture, Melville essayait de composer trois ou quatre livres simultanément : il échouait, au sens strict, à en composer un seul. Mardi a plusieurs centres et le résultat n’est pas un projet équilibré. Il existe un centre émotionnel, un centre intellectuel, un centre social et politique, et même s’ils ne sont jamais totalement indépendants les uns des autres, ils n’occupent pas le même point dans l’espace ».